# Chiarissimo Falconieri Mellini

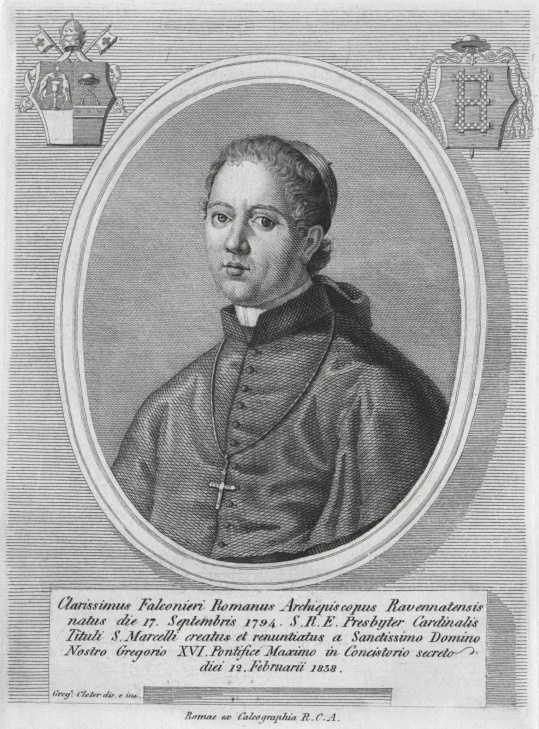
Chiarissimo Kardinal Falconieri Mellini (zeitgenössischer Stich, um 1840)

Chiarissimo Falconieri Mellini (* 25. September 1794 in Rom; † 22. August 1859 in Ravenna) war ein italienischer Kardinal der Römischen Kirche. Von 1826 bis zu seinem Tod war er Erzbischof von Ravenna.

## Leben
Chiarissimo Falconieri Mellini war der jüngste von zwei Söhnen des Grafen Alessandro Falconieri Mellini und dessen Frau Marianna Lante Montefeltro della Rovere. Die Vorfahren seiner Mutter waren Regenten über Bomarzo und entstammten der gleichen Familie wie Papst Julius II. Der künftige Kardinal hatte Verwandtschaftsbeziehungen zu mehreren Purpurträgern, so zu den Kardinälen Lelio Falconieri (1585–1648), Alessandro Falconieri (1657–1734) und Mario Millini (1677–1756); letzterer war sein Urgroßonkel. Von Seiten der Mutter gehörten die Kardinäle Alessandro Lante Montefeltro della Rovere (1762–1818) und Federico Marcello Lante della Rovere (1695–1773) zur Verwandtschaft.
Nach dem Besuch des Collegio Tolomei in Siena und der Päpstlichen Universität Gregoriana in Rom schrieb sich Falconieri Mellini an der Universität La Sapienza ebenfalls in Rom ein, an welcher er am 13. September 1824 zum Doctor iuris utriusque in Rechtswissenschaften, sowohl in Zivil- als auch Kirchenrecht, promovierte.
Nach seiner Priesterweihe, die bereits am 19. September 1818 stattfand, fand Falconieri Mellini zunächst Anstellung als Auditor an der Römischen Rota. Gleichzeitig wurde er Hauskaplan von Papst Pius VII. Danach stieg Falconieri Mellini in der Kirchenhierarchie schnell auf. Nach knapp acht Jahren als Kaplan und einfachem Priester wurde er am 3. Juli 1826 zum Erzbischof von Ravenna ernannt. Die Bischofsweihe spendete ihm am 15. August 1826 Papst Leo XII. selbst; Mitkonsekratoren waren Filippo Filonardi, Erzbischof von Ferrara, und Giuseppe Perugini, Titularbischof von Porphyreon, der Päpstliche Sakristan.
Wiederum zwölf Jahre später nahm ihn Papst Gregor XVI. im Konsistorium vom 12. Februar 1838 in das Kardinalskollegium auf und übertrug dem neuen Kardinalpriester, nachdem dieser drei Tage später, am 15. Februar 1838, Kardinalsring und den Galero empfangen hatte, die Titelkirche San Marcello. Im Jahr 1846 nahm Kardinal Falconieri Mellini am diesjährigen Konklave teil, in welchem Papst Pius IX. gewählt wurde.
Anfang 1859 wurde Falconieri Mellini zum Kämmerer des Heiligen Kardinalskollegiums gewählt. Er blieb es bis zu seinem Tod im August desselben Jahres. Er wurde 64 Jahre alt. Sein Grab befindet sich in der Kathedrale von Ravenna.